# Paradigm (lingvistik)
Ett paradigm (från grekiska paradeigma "mönsterbild") är ett ords olika böjningsformer betraktade som mönster (böjningsmönster) för en grupp ord med samma böjningssätt. Flera paradigm är oftast arrangerade i tabellform. Ordformens position i tabellen bestäms av morfologiska kategorier. För ord som deklineras rör det sig om genus, kasus och numerus. För verb, vilka med avseende på de finita formerna konjugeras, rör det sig om person, tempus, modus och diates.
Endast lexem tillhörande böjliga ordklasser har ordformer och därmed paradigm. För vissa ordklasser, till exempel substantiv och pronomen, gäller att samtliga former av ett ord kan inordnas i en tabell. För adjektiv och framför allt verb är situationen annorlunda. Adjektivens komparation kräver en egen tabell, och hos verben redovisas oftast imperativen och alltid participen i separata tabeller. Termen paradigm kan i det sammanhanget bli oklar: man kan avse lexemets samtliga former, ev. uppdelade på delparadigm, eller man kan avse varje tabell för sig. När en form saknas i ett paradigm kallas det för ett defekt böjningsparadigm.
Ordform, eller böjningsform, kallas de varianter av ett ord som tillsammans bygger upp ordets paradigm. Till exempel i svenska formerna dag, dags, dagen, dagens, dagar, dagars, dagarna, dagarnas (däremot inte förleden dags- i dagsmarsch). Endast böjliga ordklasser har ordformer. Någonsin och nånsin kan sägas vara två former av ett ord, men de är inte ordformer. En ordform kan delas upp i stam och ändelse(r); den består alltså av minimum två morfem. Ordet vackert är homonymt: det är antingen en ordform inom paradigmet till adjektivet vacker (till exempel vackert väder) eller ett adverb, bildat (deriverat) med avledningssuffixet -t av samma adjektiv (till exempel sjunga vackert).
Man bör skilja på ordform och böjd (oblik) form. Med böjda former avses sådana som har en annan form än grundformen. Termen böjningsform, ehuru korrekt, kanske kan riskera att förstås som böjd form.